# Ted Pierce
Edward John Pierce, detto Ted (Sydney, 3 luglio 1933), è un ex pallanuotista australiano.
Ha partecipato, come membro dell'Australia, alle Olimpiadi di Melbourne 1956, di Roma 1960, e di Tokyo 1964, partecipando al torneo di pallanuoto.